# Острвиця (Госпич)
44°34′ пн. ш. 15°27′ сх. д. / 44.56° пн. ш. 15.45° сх. д.
Острвиця (хорв. Ostrvica) — населений пункт у Хорватії, у Лицько-Сенській жупанії у складі міста Госпич.

## Населення
Населення за даними перепису 2011 року становило 16 осіб.
Динаміка чисельності населення поселення:

## Клімат
Середня річна температура становить 8,72 °C, середня максимальна – 22,92 °C, а середня мінімальна – -7,28 °C. Середня річна кількість опадів – 1172 мм.
| Клімат поселення                              | Клімат поселення | Клімат поселення | Клімат поселення | Клімат поселення | Клімат поселення | Клімат поселення | Клімат поселення | Клімат поселення | Клімат поселення | Клімат поселення | Клімат поселення | Клімат поселення | Клімат поселення |
| Показник                                      | Січ.             | Лют.             | Бер.             | Квіт.            | Трав.            | Черв.            | Лип.             | Серп.            | Вер.             | Жовт.            | Лист.            | Груд.            |                  |
| Середній максимум, °C                         | 5,61             | 6,86             | 10,50            | 14,79            | 19,46            | 22,57            | 22,92            | 22,59            | 18,60            | 14,18            | 8,94             | 4,54             |                  |
| Середня температура, °C                       | −0,84            | 0,42             | 4,06             | 8,36             | 13,01            | 16,12            | 18,20            | 17,86            | 13,89            | 9,47             | 4,23             | −0,16            |                  |
| Середній мінімум, °C                          | −7,28            | −6               | −2,38            | 1,92             | 6,57             | 9,70             | 13,49            | 13,15            | 9,18             | 4,76             | −0,49            | −4,88            |                  |
| Норма опадів, мм                              | 90               | 87               | 86               | 92               | 83               | 80               | 50               | 71               | 120              | 135              | 155              | 123              |                  |
| Середньомісячна швидкість вітру, м/с          | 2.36             | 2.47             | 2.67             | 2.61             | 2.37             | 2.18             | 2.16             | 2.06             | 2.16             | 2.30             | 2.59             | 2.60             |                  |
| Середньомісячна сонячна радіація, кДж/м²·день | 4635             | 7322             | 10765            | 15313            | 19381            | 21425            | 23451            | 20076            | 14761            | 9352             | 4937             | 3826             |                  |
| --------------------------------------------- | ---------------- | ---------------- | ---------------- | ---------------- | ---------------- | ---------------- | ---------------- | ---------------- | ---------------- | ---------------- | ---------------- | ---------------- | ---------------- |
| Джерело:                                      |                  |                  |                  |                  |                  |                  |                  |                  |                  |                  |                  |                  |                  |